# Feuerwehr-Dienstvorschrift
Feuerwehr-Dienstvorschriften (FwDV) regeln die Tätigkeiten der Feuerwehr in Deutschland. Sie sind als Richtlinien und Anleitungen zu verstehen. Sie dienen dazu, einen einheitlichen Standard der Hilfeleistung zu definieren und ermöglichen den geordneten Einsatz Taktischer Einheiten der Feuerwehr.

## Erstellung und Einführung

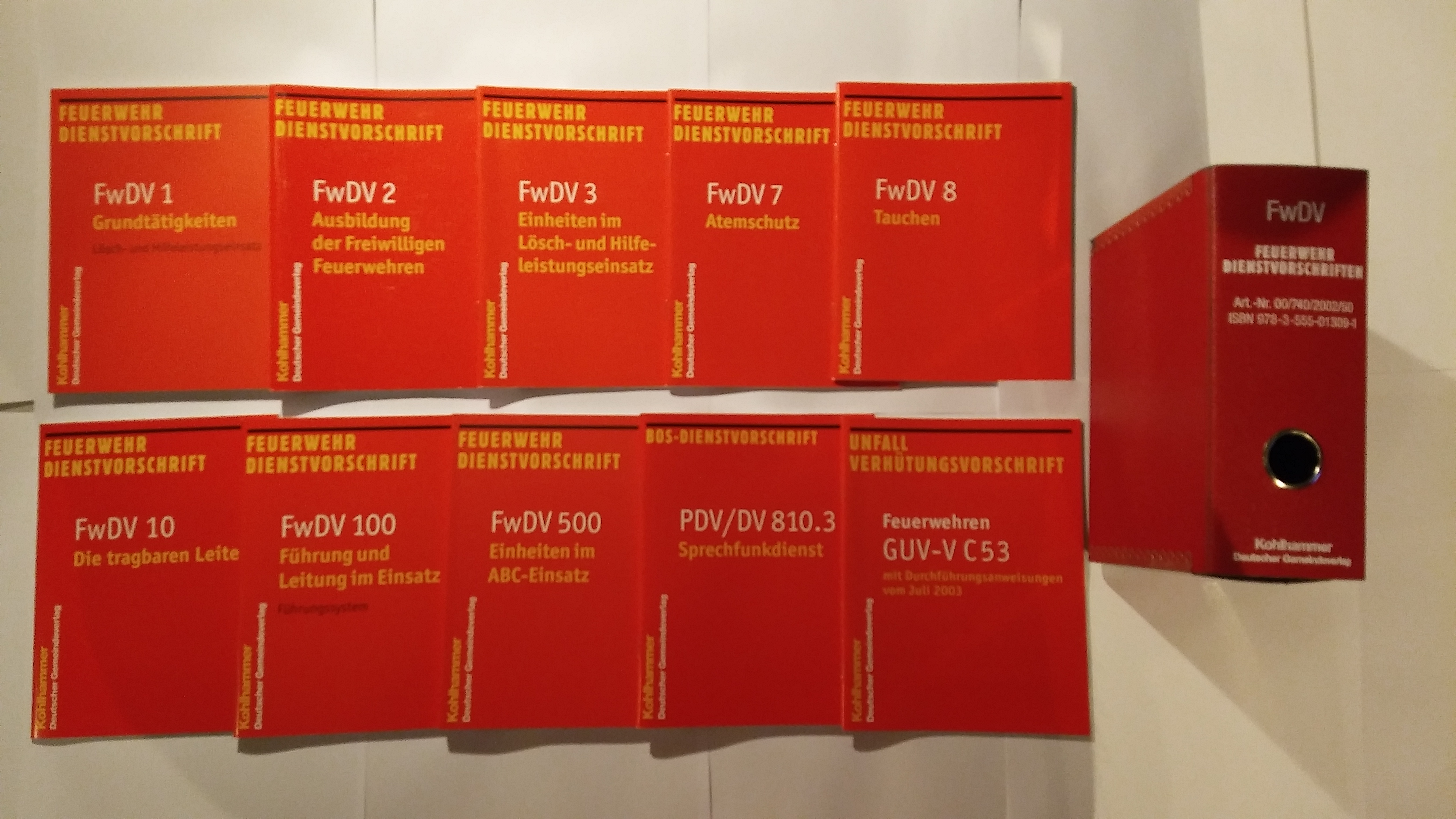
Alle Dienstvorschriften mit Sammelbox

Die Dienstvorschriften werden von der Projektgruppe Feuerwehr-Dienstvorschriften des Ausschusses für Feuerwehrangelegenheiten, Katastrophenschutz und zivile Verteidigung (AFKzV) erstellt und den Bundesländern zur Einführung auf Grundlage ihrer entsprechenden Feuerwehrgesetze empfohlen. Sie werden danach durch Erlass des jeweiligen Bundeslandes in Kraft gesetzt. Aufgrund dieser Rechtslage unterscheiden sich die in den einzelnen Bundesländern tatsächlich gültigen Feuerwehr-Dienstvorschriften. Eine Liste der von dem AFKzV verabschiedeten Dienstvorschriften ist den Weblinks zu entnehmen.

## Aktuelle Feuerwehr-Dienstvorschriften
| Nummer      | Inhalt | Stand              |
| ----------- | --- | ------------------ |
| FwDV 1      | Grundtätigkeiten – Lösch- und Hilfeleistungseinsatz – - Persönliche Schutzausrüstung und Einsatzausrüstung - Handhabung und Bedienung der feuerwehrtechnischen Gerätschaften im Lösch- und Hilfeleistungseinsatz - Sichern in absturzgefährdeten Bereichen - Retten und Selbstretten - Verkehrssicherung - Sichtzeichen | 2006, ergänzt 2007 |
| FwDV 2      | Ausbildung der Freiwilligen Feuerwehr - regelt die Teilnahmevoraussetzungen, Ziele und Dauer der verschiedenen Lehrgänge | 2012               |
| FwDV 3      | Einheiten im Lösch- und Hilfeleistungseinsatz - Gliederung der Taktischen Einheiten Selbstständiger Trupp, Staffel, Gruppe und Zug - Sitz- und Antreteordnung - Fahrzeugaufstellung - Einsatzablauf im Löscheinsatz - Einsatz eines Zuges - Einsatzablauf im Hilfeleistungseinsatz (ergänzt 2008)                       | 2008               |
| FwDV 7      | Atemschutz - In dieser FwDV werden die Anforderungen an einen Atemschutzgeräteträger, die Aus- und Weiterbildung, sowie Einsatzgrundsätze, Aufgabenverteilung und die Bedeutung des Atemschutzes erklärt. | 2005               |
| FwDV 8      | Tauchen | 2014               |
| FwDV 10     | Die tragbaren Leitern | 2019               |
| FwDV 100    | Führung und Leitung im Einsatz | 1999               |
| FwDV 500    | Einheiten im ABC-Einsatz - Diese Dienstvorschrift befasst sich mit dem Vorgehen der Feuerwehr bei Atomaren, Biologischen und Chemischen (kurz: ABC) Gefahren entsprechend der Gefahrengruppe. | 2022               |
| FwDV/DV 800 | Informations- und Kommunikationstechnik im Einsatz - Diese (für Feuerwehr, Katastrophenschutz und Polizei allgemein geltende) Dienstvorschrift befasst sich mit der Planung, Aufbau und Betrieb des Fernmeldeverkehrs.                                                                                                  | 2017               |
| PDV/DV 810  | Sprech- und Datenfunkverkehr - In diesem Teil wird der Ablauf des Sprechfunkverkehrs geregelt. Er umfasst den digitalen und analogen Sprechfunkvehrkehr. | 2018               |

## Ehemalige Feuerwehr-Dienstvorschriften
Vereinzelte dieser Feuerwehr-Dienstvorschriften sind in einigen Bundesländern noch gültig.
| FwDV 1/1   | Grundtätigkeiten – Löscheinsatz und Rettung (eingeflossen in neue FwDV 1) - Die persönliche Ausrüstung eines jeden Feuerwehrangehörigen - Die Einsatzausrüstung der einzelnen Trupps - Handhabung von Einsatzgeräten - Das Retten (insbesondere Menschenrettung) - Sichern von Einsatzstellen |
| FwDV 1/2   | Grundtätigkeiten – Technische Hilfeleistung und Rettung (eingeflossen in neue FwDV 1) - gleicher Inhalt wie die FwDV 1/1; nur für Technische Hilfeleistungen |
| FwDV 2/1   | Ausbildung der Freiwilligen Feuerwehr – Rahmenvorschriften (eingeflossen in neue FwDV 2) - regelt die Teilnahmevoraussetzungen, Ziele und Dauer der Lehrgänge für Funktionen in der Gruppe, Funktionen besonderer Führungskräfte und sonstiger Funktionen                                     |
| FwDV 2/2   | Ausbildung der Freiwilligen Feuerwehr – Muster-Ausbildungspläne (eingeflossen in neue FwDV 2) |
| FwDV 3     | Die Staffel im Löscheinsatz (eingeflossen in neue FwDV 3) - Gliederung der Staffel und Einsatzablauf im Löscheinsatz |
| FwDV 4     | Die Gruppe im Löscheinsatz (eingeflossen in neue FwDV 3) - Gliederung der Gruppe und Einsatzablauf im Löscheinsatz |
| FwDV 5     | Der Zug im Löscheinsatz (eingeflossen in neue FwDV 3) - Gliederung des Zuges und Einsatzablauf im Löscheinsatz |
| FwDV 9/1   | Strahlenschutz – Rahmenvorschriften (eingeflossen in die FwDV 500) |
| FwDV 9/2   | Strahlenschutz – Einsatzgrundsätze (eingeflossen in die FwDV 500) |
| FwDV 12/1  | Einsatzleitung – Führungssystem (wurde durch FwDV 100 ersetzt) |
| FwDV 13/1  | Die Gruppe im technischen Hilfeleistungseinsatz (als Ergänzung eingeflossen in die neue FwDV 3) |
| FwDV 14    | Gefährliche Stoffe (eingeflossen in die FwDV 500) |
| PDV/DV 102 | Taktische Zeichen (in den Ausgaben 1976 und 1986, Teile sind in die FwDV 100 und in den Entwurf einer neuen DV 102 eingeflossen) |

### Geschichte
Mit der Bildung von Löschmannschaften in Form von Pflichtfeuerwehren Anfang des 19. Jahrhunderts wurden in Dienstvorschriften auch die Auswahl und Anzahl der Personen festgelegt. So hatte der Ortsvorstand eine Abteilung rüstiger Männer auszuwählen, welche „unter eigenen Anführern steht, und zum Retten von Menschen, Hausthieren und Effecten bestimmt ist“. „Ihre Auswahl und Anzahl richtet sich nach der Stärke der Population der betreffenden Gemeinde. In der Regel sollen die zu diesem Corps gewählten Männer Einmal im Jahr, und zwar bei Gelegenheit der Probirung der Spritzen im Herbste von dem Ortsschultheißen aufgefordert, sich versammeln.“ Beispielsweise erließ die herzoglich-nassauische Regierung im November 1826 eine diesbezügliche Verordnung für ihr Herrschaftsgebiet.

## Feuerwehr-Dienstvorschriften in Planung / länderspezifische FwDV/KatSDV
| EAA 10        | Einsatz- und Ausbildungsanleitung für Feuerwehren im Land Niedersachsen – Tragbare Leitern - mit geringfügigen Abänderungen zur bundeseinheitlichen FwDV 10 - eingeführt 1997 |
| DV 102        | Taktische Zeichen - Die Regelung dieses Systems erfolgte bisher für den Bereich der Behörden und Organisationen mit Sicherheitsaufgaben (BOS) durch die Polizeidienstvorschrift 102/Dienstvorschrift 102 (PDV 102 / DV 102). Diese Dienstvorschrift wurde am 09. Februar 1995 außer Kraft gesetzt. An ihrer Stelle regelt nun die Polizeidienstvorschrift 102 den Bereich taktischer Zeichen bei der Polizei. Die Zeichen für die Fachdienste des ehemaligen erweiterten Katastrophenschutzes wurden in dieser neuen Vorschrift nicht mehr geregelt. Einige Zivilschutz- bzw. Katastrophenschutzorganisationen haben den Entwurf bereits als organisationsinterne Vorschrift übernommen, bei der Feuerwehr wurde die Vorschrift seitens des AFKzV bisher nur als „Lehrunterlage“ bzw. „Ausbildungs- und Gebrauchsanleitung“ herausgegeben. |
| FwDV 300 HH   | Gesundheitliche Anforderungen und medizinische Untersuchungen für den Dienst in der Feuerwehr (FwDV der Feuerwehr Hamburg) - nur gültig in Hamburg |
| KatSDV 400 HE | Der Sanitätszug - nur gültig in Hessen |
| KatSDV 510 HE | Gefahrstoffnachweis und Notfallprobenahme im Katastrophenschutz des Landes Hessen (FwDV des Landes Hessen) in Verbindung mit: – FwDV 7 „Atemschutz“ – FwDV 100 „Führung und Leitung im Einsatz“ und – FwDV 500 „Einheiten im ABC-Einsatz“; sowie das Konzept „Katastrophenschutz in Hessen“ - nur gültig in Hessen |
| KatSDV 600 HE | Der Betreuungszug im Katastrophenschutz des Landes Hessen - nur gültig in Hessen |
| FwDV 800      | Informations- und Kommunikationstechnik im Einsatz Die FwDV 800 wurde am 21. und 22. März 2018 vom AFKzV auf seiner 42. Sitzung in Düsseldorf genehmigt und den Ländern zur Einführung empfohlen. Die bislang gültige Dienstvorschrift 800 „Fernmeldeeinsatz“ aus dem Jahr 1986 hat die technischen, taktischen und sprachlichen Grundlagen für den Einsatz der IuK-Technik nicht mehr hinreichend dargestellt. Der AFKzV hat deshalb im Jahr 2016 die PG FwDV beauftragt die FwDV/DV 800 zu erarbeiten. Ziel war eine Vorschrift, die eine Zusammenarbeit zwischen der allgemeinen Gefahrenabwehr und den Polizeien der Länder und des Bundes ermöglicht. |
| FwDV 820 HE   | Betrieblich-taktische Regelungen „npol“ *) im Digitalfunk der BOS im Land Hessen (FwDV des Landes Hessen) - nur gültig in Hessen |

*) nicht polizeilich